# Cervignano d'Adda
Cavenago d'Adda là một đô thị ở tỉnh Lodi trong vùng Lombardia của Italia, cách khoảng 40 km về phía đông nam của Milano và khoảng 7 km về phía đông nam của Lodi. Tại thời điểm 31 tháng 12 năm 2004, đô thị này có dân số 2.200 người và diện tích là 16,2 km².
Đô thị Cavenago d'Adda bao gồm các frazioni (các đơn vị trực thuộc, chủ yếu là thôn làng) Caviaga and Soltarico.
Cavenago d'Adda giáp các đô thị: Corte Palasio, Abbadia Cerreto, Casaletto Ceredano, Credera Rubbiano, San Martino in Strada, Turano Lodigiano, Mairago, Ossago Lodigiano.